# Dušan Gábriš
Dušan Gábriš (* 6. února 1952) je bývalý slovenský fotbalista, útočník.

## Fotbalová kariéra
V československé lize hrál za AC Nitra. Nastoupil v 1 ligovém utkání, gól v lize nedal. Ve druhé nejvyšší soutěži hrál i za Baník Prievidza.

## Ligová bilance
| Ročník                                      | Zápasy | Góly | Minuty | Klub            |
| ------------------------------------------- | ------ | ---- | ------ | --------------- |
| 1. československá fotbalová liga 1971/72    | 2      | 0    | 80     | AC Nitra        |
| 1. slovenská národní fotbalová liga 1981/82 | 1      | 0    | –      | Baník Prievidza |
| CELKEM 1. liga                              | 2      | 0    | 80     |                 |